# Simone Schmid
Simone Schmid (* 1979 in der Region Basel) ist eine Schweizer Drehbuchautorin.

## Werdegang

### Ausbildung
Simone Schmid wuchs im Fricktal und im Baselland auf. Sie studierte Geographie, Geologie und Ökologie an der Universität Bern. Parallel zu ihrem Abschluss an der Uni, einer Arbeit über die Nebelwasserdeposition in einem costa-ricanischen Nebelwald, schrieb sie einen Dokumentarfilm über die Forschung in Nebelwäldern, wofür sie mit einem Berner Umweltforschungspreis ausgezeichnet wurde. Später arbeitete sie als Redaktorin von Sportmagazinen und als Werbetexterin.
Simone Schmid absolvierte einen zweiten Master in Journalismus an der Hamburg Media School und an der Schweizer Journalistenschule MAZ. Danach arbeitete sie acht Jahre als Journalistin für die NZZ am Sonntag (Ressorts Inland, Wissen und Ausland) und für den Tages-Anzeiger (Rechercheteam).

### Filmkarriere
2014 absolvierte die Drehbuchwerkstatt München/Zürich, in der Simone Schmid ein Drehbuch schrieb, das später als TV-Film Im Nirgendwo unter der Regie von Katalin Gödrös verfilmt wurde.
Schmid war Mitglied des Writer’s Room bei drei Staffeln der Schweizer TV-Krimiserie Der Bestatter. Ihr erster Kinofilm, Zwingli, kam 2019 in die Kinos und verzeichnete allein in der Schweiz fast 250'000 Eintritte. Für ihre Arbeit am Drehbuch wurde ihr gemeinsam mit Co-Autor und Regisseur Stefan Haupt eine Ehrenpromotion der Theologischen Fakultät der Universität Zürich verliehen.
Ein Jahr später, 2020, erschien der von ihr geschriebene Spielfilm Jagdzeit, bei dem Sabine Boss Regie führte.
Die TV-Serie Die Beschatter (ehemals Akademie der Detektive), die Simone Schmid als Headautorin gemeinsam mit ihrem Partner, dem Drehbuchautor und Regisseur Francesco Rizzi, initiiert und geschrieben hat, wurde unter der Regie von Michael Steiner verfilmt und 2022 ausgestrahlt.

### Privatleben
Simone Schmid lebt mit ihrem Partner und ihrem Sohn im Tessin und in Zürich.

## Filmografie
- 2016: Der Bestatter (TV-Serie)
- 2016: Im Nirgendwo (TV-Spielfilm)
- 2019: Zwingli (Kinospielfilm)
- 2020: Jagdzeit (Kinospielfilm)
- 2022–2025: Die Beschatter (TV-Serie)